# Qanus
Qanus (arabisch جزيرة كنعوص, DMG Ǧazīrat Kanʿūṣ) ist eine etwa zwei km lange Flussinsel im Tigris in der Provinz Salah ad-Din südlich von Mosul und 170 Kilometer südwestlich von Erbil. Der Flugplatz Qayyarah Airfield West liegt etwa 16 km entfernt.
Am 10. September 2019 wurde die Insel mit etwa 36 Tonnen Munition bombardiert, um Kämpfer des IS anzugreifen. Zum Einsatz kamen Flugzeuge vom Typ F-15E and F-35A. Eingesetzt wurde Munition vom Typ GBU-31. Etwa zwölf bis 25 Angehörige des IS wurden getötet.